# Assalam

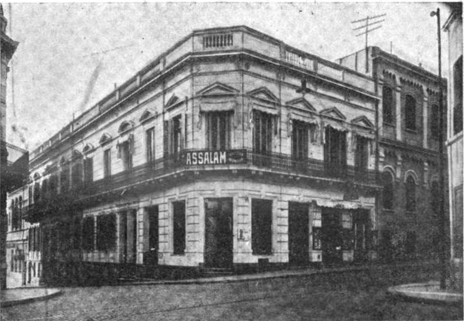
Oficinas de Assalam en Av. Santa Fe al 500 (1928).

Assalam (en árabe: السلام‎ As-Salām; en castellano: La Paz) fue un periódico bilingüe fundado y publicado en Buenos Aires por Wadi Schamún y su hijo Alejandro en 1902. Su frecuencia fue semanal sus dos primeros años, luego bisemanal y desde 1912 diaria. Inicialmente, estaba dirigido a los recién inmigrados desde el Levante para orientarlos sobre cómo afincarse en el país, se publicaba solo en árabe -aunque con el tiempo se haría bilingüe- y se presentaba como órgano de la colectividad Sirio-Otomana de las Repúblicas del Plata. 
Tenía asociada una editorial homónima, que publicó obras como La colectividad siria en la República Argentina (1910), Historia Argentina (1911) y Vocabulario árabe-español con la pronunciación figurada en ambos idiomas (1912), de autoría de los fundadores del periódico. La misma editó, notoriamente, la Guía Assalam del Comercio Sirio-libanés en la República Argentina de 1927-1928, que reunía los nombres y direcciones de profesionales, comerciantes, importadores e industriales de origen levantino de Argentina y Uruguay. 
Ideológicamente considerado moderado y neutral, y con afiliación creciente en el tiempo a la comunidad maronita en particular, contó con colaboradores como Yauad Nader, Zaki Konsol, Husni Abdelmalek, Jorge Assaf, Catalina Massuh, Tawfiq Fudul Labaki, Mishal Marun, Malatios Khouri y Jalid Adib.

## Historia

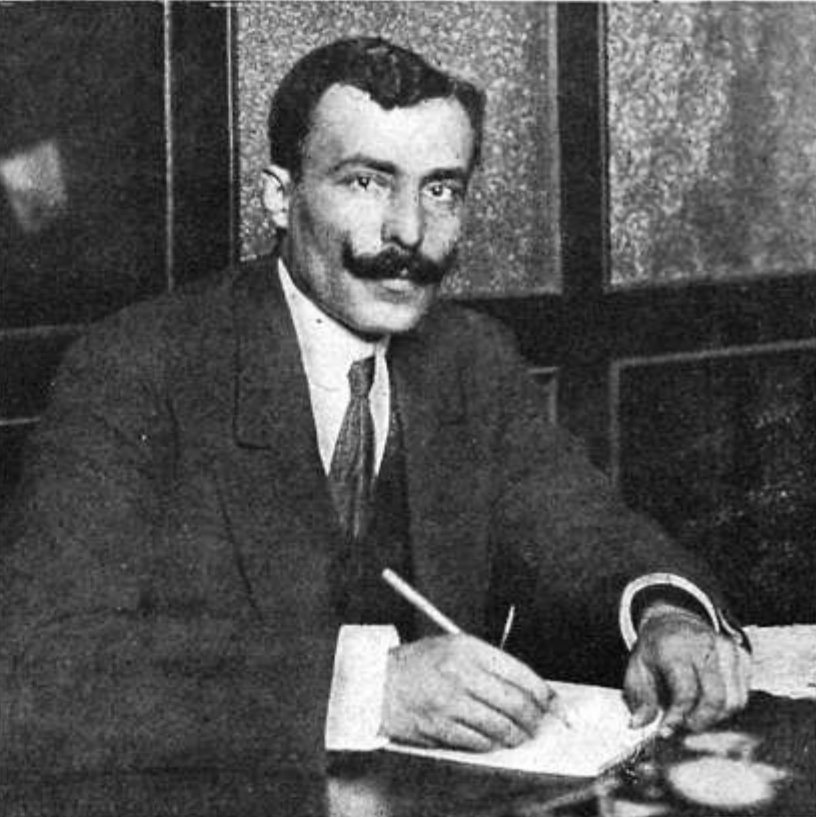
Wadi Schamún, fundador de Assalam, en una nota de Caras y Caretas (1915).

El periódico salió a la luz el 17 de noviembre de 1902, con el inmigrante libanés maronita Wadi Schamún como «editor propietario» y su hijo Alejandro como «administrador»; apuntado a los llegados al puerto araboparlantes sobre cómo asentarse en el país mas arrogándose informalmente la representación de los mismos. Para ese año, su tirada rondaba los 4000 ejemplares.
En 1904, Assalam se coordinó con el Departamento de Inmigración dirigido por Juan Alsina para fomentar el trabajo rural entre los inmigrantes sirio-libaneses en detrimento del comercio ambulante que los caracterizaba y al que se dedicaban más masivamente por razones prácticas, con el fin de ubicar unos 4000 inmigrantes del Imperio otomano en actividades agropecuarias.
Hasta 1908, Francia representaba los intereses de la Sublime Puerta en Argentina, pero en ese año conflictos entre ambos países y la abolición de la autonomía de Monte Líbano -donde Francia tenía influencia- agudizaron la necesidad de asistencia de Assalam a los inmigrados por la falta de representación diplomática otomana en el país. En 1911, por gestiones del periódico y de Joaquín V. González, el Imperio otomano estableció un consulado con el emir druso Emín Arslán a la cabeza, a quien el editor del periódico, Wadi, asistió en el inicio de sus funciones por la barrera idiomática.
Para fin de los años 1910s y comienzo de los 1920s, editorialmente el diario se mostró opuesto tanto a la Declaración Balfour como al mandato francés y abogaba por la constitución política de la Gran Siria, aunque con autonomía de la región de Monte Líbano, en una postura híbrida entre los nacionalismos sirio y libanés, en coincidencia con las conclusiones del Informe King-Crane. Sobre la identidad sirio-libanesa, Alejandro Schamún no la consideraba exclusivamente árabe -como sí tendían a afirmar los nacionalistas árabes- ni tampoco ajena al mundo árabe -como embanderaban los nacionalistas maronitas-. Al respecto, escribió en 1917: 

El sirio toma del fenicio el instinto y el valor emprendedor, que se regula por su predisposición al cálculo; del antiguo egipcio, serenidad mental y amor al orden; del griego, el idealismo libre y desinteresado, y del árabe, la poderosa imaginación y el candor del sentimiento.

En 1938, el diario recibió un subsidio del gobernador de Salta Luis Patrón Costas para una «edición extraordinaria» que contenía «datos y referencias de interés general» relativos a esa provincia.
Para 1940, su director propietario era Camilo Schamún.
El periódico adhirió al gobierno de Juan Domingo Perón, al igual que el Eco de Oriente de Tucumán, durante el cual 25 de los 200 de los diputados del oficialismo en el Congreso eran de origen sirio-libanés; en particular los que venían del Noroeste y Cuyo. En 1953, sirvió a la promoción de la ≪Comisión Sirio-libanesa de Difusión del II Plan Quinquenal≫ durante el segundo gobierno de Perón.
En 1978, tuvo un acercamiento con la publicación en yídish Nueva Presencia, enfrentada tanto al gobierno militar de facto como a los organismos institucionales representativos de la comunidad judía: la DAIA y la AMIA. El mismo se produjo tras que Nueva Presencia reprodujera con comentarios favorables un artículo de Assalam titulado Paz: La Poseción Fundamental. La Jewish Telegraphic Agency y el diario Clarín se hicieron eco del acercamiento; el segundo a través de una nota con el encabezado Assalam-Paz-Shalom, en alusión al concepto de ≪paz≫ en árabe, castellano y hebreo.
En 1988, se imprimieron los últimos ejemplares del periódico.

### Guía Assalam del Comercio Sirio-libanés
Bajo su sello editorial homónimo se publicó la Guía Assalam del Comercio Sirio-libanés en la República Argentina, que se proponía listar los nombres y direcciones  de los miles de profesionales y establecimientos comerciales e industriales con afiliación a los inmigrados del Levante y sus descendientes a lo largo y ancho del país, así sus propietarios fueran cristianos, musulmanes o judíos. 
Su primera versión, de 1917, se publicó en La Siria Nueva - Obra Histórica, Estadística y Comercial de la Colectividad Sirio-Otomana de las Repúblicas de Argentina y Uruguay con el subtítulo Guía del Comercio Sirio-Otomano en ambas repúblicas. El otro subtítulo de la obra es Reseña Histórica de la Siria Antigua y Moderna y de Monte Líbano. Escrita en castellano, también contenía pasajes en árabe en algunos avisos publicitarios. Un trabajo similar previo es el Syrian Business Directory of 1908-1909 de Estados Unidos, publicado en Nueva York por Salloum Mokarzel -también maronita y editor del periódico Al-Hoda- y H.F. Otash.
En la edición del directorio de 1928, ya bajo el nombre de Guía Assalam, se encuentra listado, por ejemplo, el almacén del padre del futuro presidente Carlos Menem de la localidad de Anillaco en La Rioja. Por otro lado, la guía tenía asociada una «Oficina Consultativa del Comercio Sirio», que funcionaba como órgano de referencia para proveedores y bancos sobre los perfiles de potenciales clientes. Otros incluidos en la guía son los padres de los cantautores folclóricos Eduardo Falú y Jorge Cafrune, además de los progenitores de los políticos Elías Adre, Esther Fadul, Santiago Llaver y Ramón Abrahín o el hermano del también político Abraham Abdulajad.

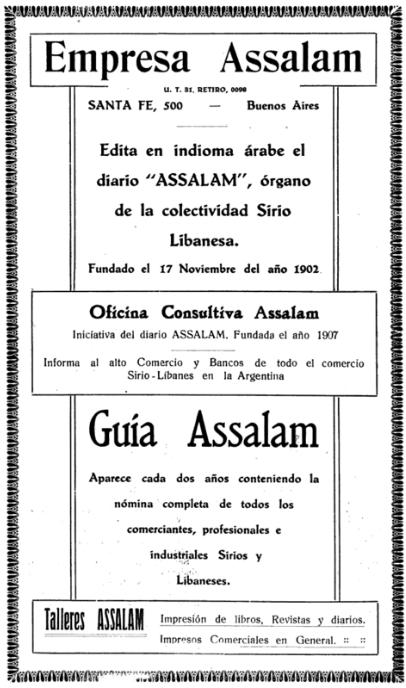
Aviso de Assalam que informa sus servicios de periódico, oficina consultiva, guía e imprenta (1928).

La guía de 1928 contiene, al igual que la anterior, publicidades pagas de comercios y proveedores comerciales, tanto importadores como industriales y no necesariamente de origen sirio-libanés. Por otro lado, incluye artículos de opinión sobre la situación de los sirio-libaneses en Argentina, sobre el país mismo y sobre el mandato francés posterior a la Primera Guerra Mundial, en adición a felicitaciones a los sirio-libaneses de los entonces gobernadores Arancibia Rodríguez (PD - San Luis), Aldo Cantoni (UCR Bloquista - San Juan), Miguel Campero (UCR - Tucumán) y Alejandro Orfila (UCR Lencinista - Mendoza). 
La edición de 1928 lista 1633 direcciones solamente en la ciudad de Buenos Aires, de las cuales cerca de 1000 corresponden a establecimientos comerciales, a su vez mayoritariamente vinculados al rubro textil y sus derivados (por ejemplo, mercerías). Las direcciones muestran una dispersión por toda la capital aunque con más densidad en las calles Tucumán y Lavalle del barrio de Balvanera y la calle Reconquista de los barrios de Retiro y Microcentro. Concentraciones menos densas pueden verse, asimismo, a lo largo de Rivadavia a la altura de Flores y Floresta y en los barrios más populares de Barracas y La Boca.
Entre 1930 y 1936, Wadi recorrió el interior del país con el propósito de actualizar la edición de 1927-28. Por su parte, el representante comercial residente en Córdoba Salim Constantino publicó su propia guía similar a la de Assalam en 1942 tras recorrer el país por dos años.
La relevancia de estos directorios radica en que son de las pocas fuentes censales sobre los argentinos de ascendencia sirio-libanesa durante la primera mitad del siglo XX, que, además, no discriminan en la exhaustividad de detalle según la población sea rural o urbana.

## Tapas

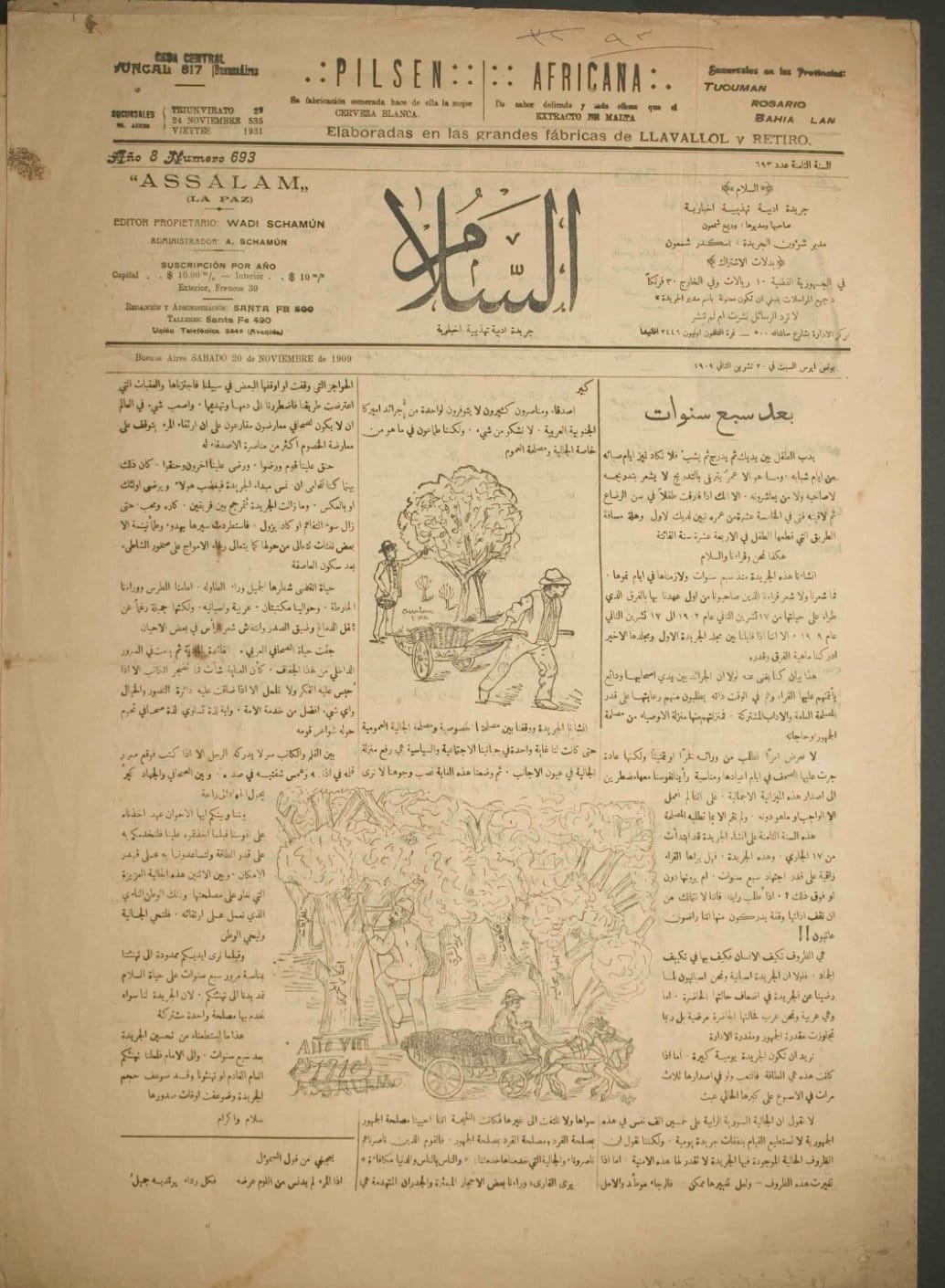
Número 693 del 20 de noviembre de 1909.
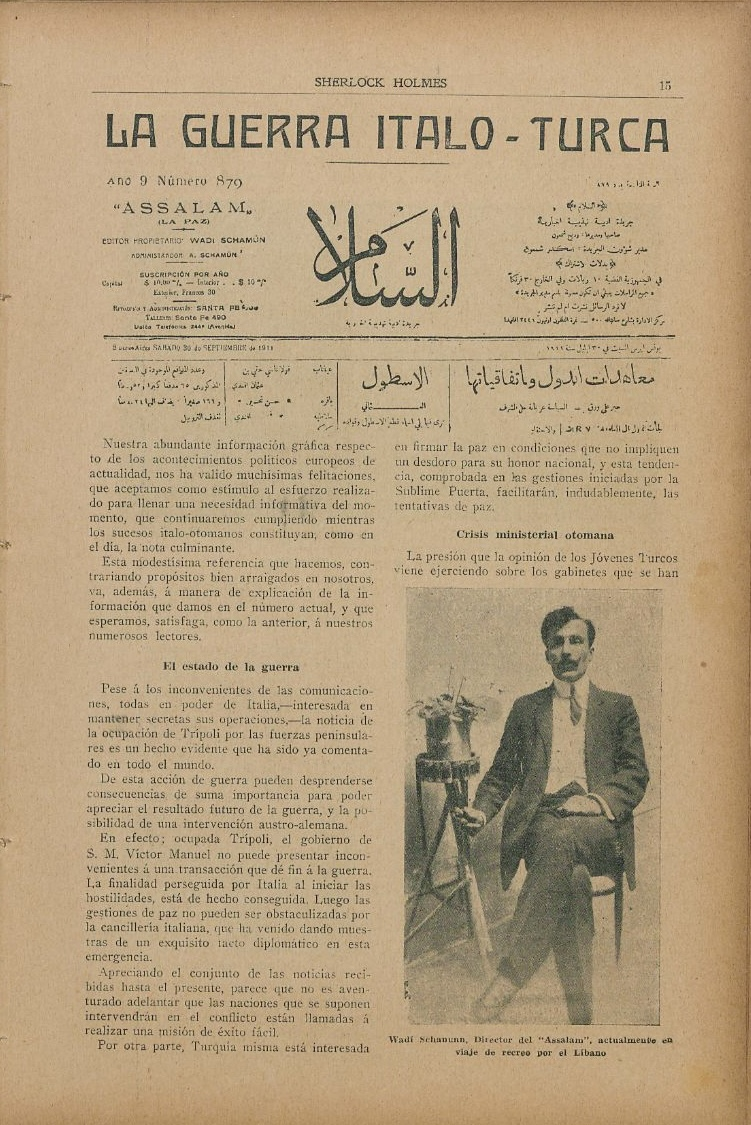
Número 879 del 30 de septiembre de 1911. Cobertura en castellano de la Guerra Ítalo-turca.

## Obras publicadas

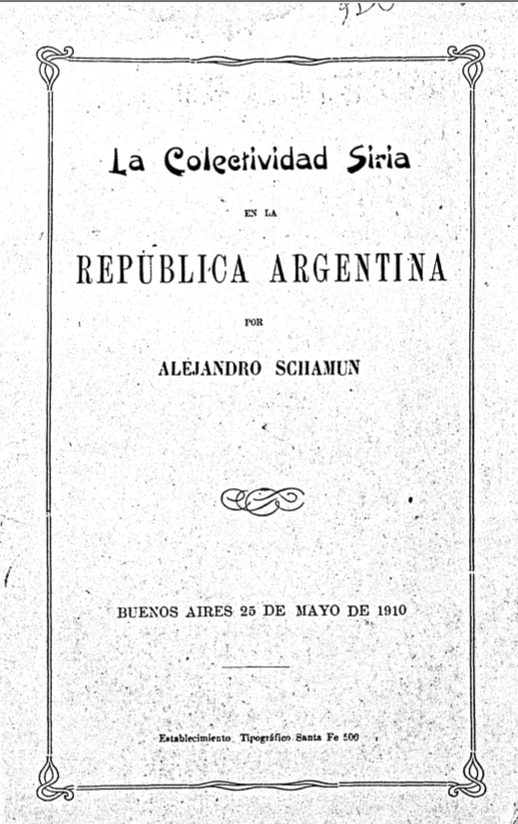
La colectividad siria en la República Argentina (1910), de Alejandro Schamún.

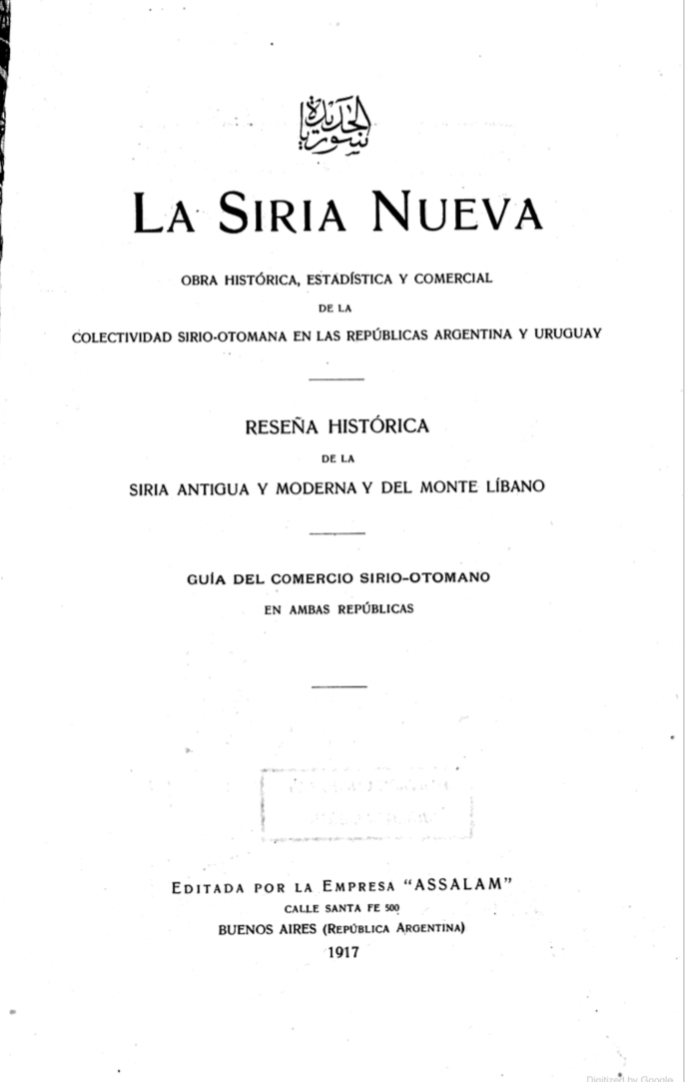
La Siria Nueva - Obra Histórica, Estadística y Comercial de la Colectividad Sirio-Otomana de las Repúblicas de Argentina y Uruguay (1917). Primera versión de la Guía Assalam.

- Schamún, Alejandro (25 de mayo de 1910). La colectividad siria en la República Argentina. Buenos Aires: Assalam. Digitalizado por la Universidad de Texas en Austin.
- Schamún, Wadi (1911). Historia Argentina (en árabe). Buenos Aires: Assalam.
- Schamún, Alejandro (1912). Vocabulario árabe-español con la pronunciación figurada en ambos idiomas. Buenos Aires: Assalam.
- La Siria Nueva - Obra Histórica, Estadística y Comercial de la Colectividad Sirio-Otomana de las Repúblicas de Argentina y Uruguay. Buenos Aires: Assalam. 1917. Digitalizado por Google.
- Guía Assalam del Comercio Sirio-libanés en la República Argentina 1927-1928. Buenos Aires: Assalam. Digitalizado por Google.
- Hillar, Moisés (sin fecha, presumiblemente 1938). Historia de la Iglesia Católica Apostólica Ortodoxa de Antioquía en la República Argentina. Buenos Aires: Assalam.

## Véase también

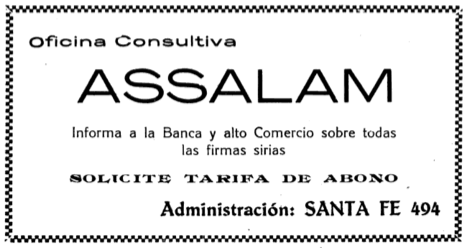
Anuncio de los servicios de oficina consultiva de calificación crediticia.